# Happy stones

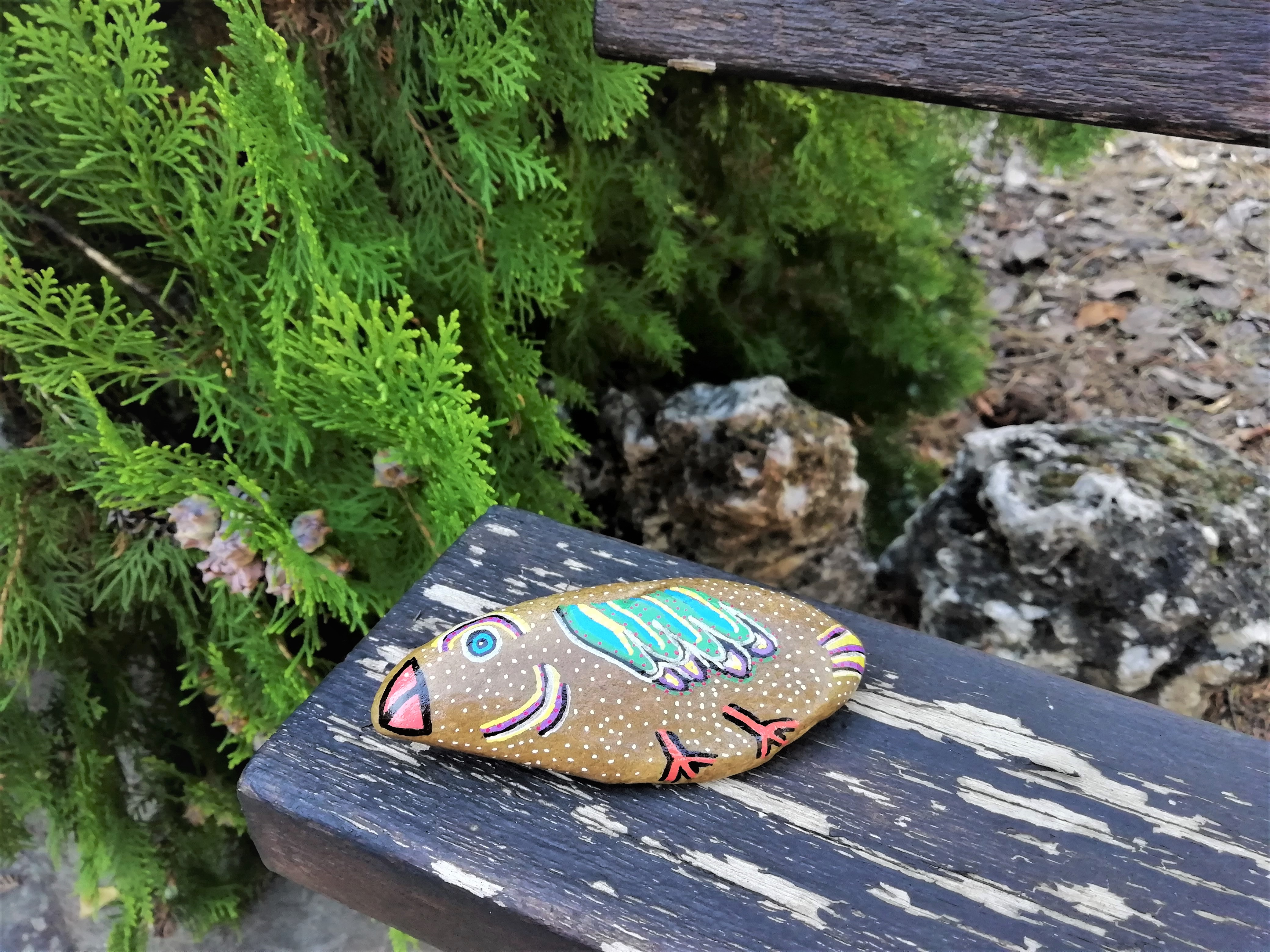
Una happy stone en un banco en España

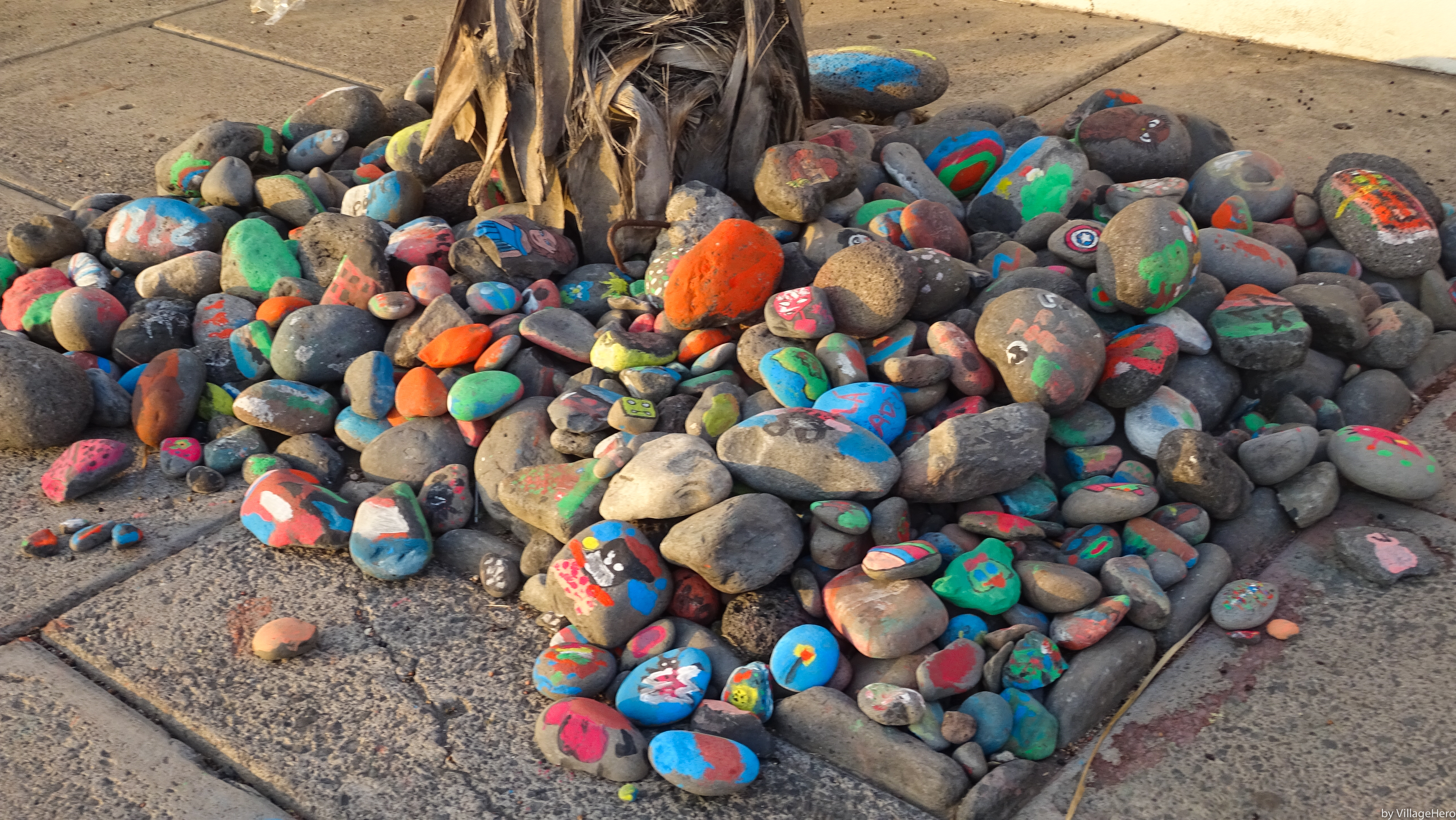
Happy stones entre piedras que no están pintadas, alrededor de un árbol en Portugal

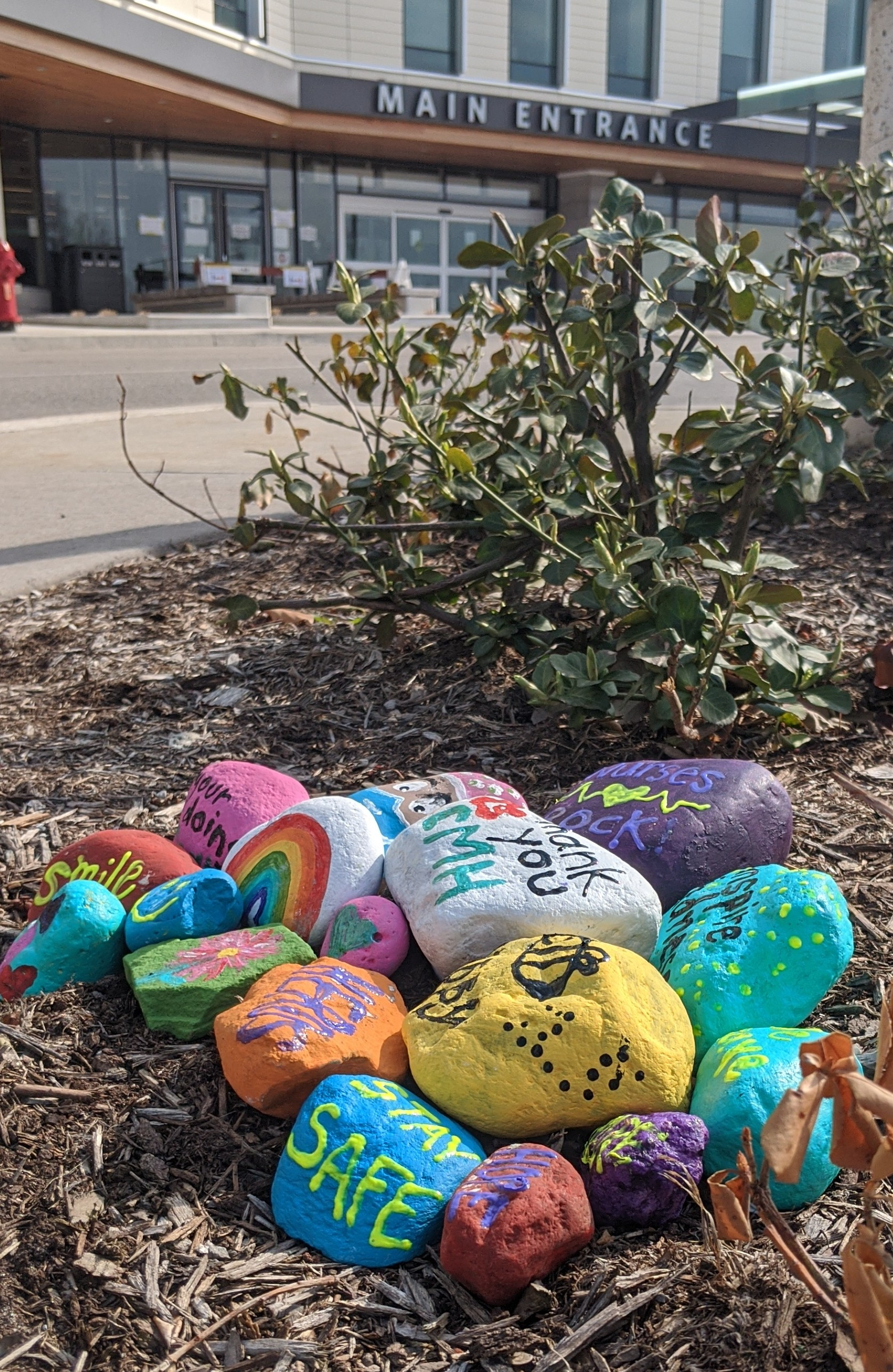
Kindness rocks en la entrada de un hospital en Canadá para agradecer al personal sanitario durante la pandemia del coronavirus

Una happy stone (inglés para 'piedra feliz'), también llamada doodle stone ('piedra con garabatos') o kindness rock ('piedra de amabilidad'; el plural kindness rocks da el juego de palabras 'la amabilidad es genial'), es un canto rodado pintado que se deja en algún lugar exterior para que alguien lo encuentre por casualidad.

## Origen
La afición de crear happy stones se puso de moda en varios países unos años antes de la pandemia del coronavirus o también durante la pandemia. Su origen parece remontarse al The Kindness Rocks Project, un movimiento de crear piedras pintadas con mensajes positivos que surgió en los Estados Unidos en 2015 y que se extendió a otros países. Durante la pandemia esta afición recibió un nuevo impulso.

## Elaboración y difusión
Una happy stone se crea pintando una imagen en una cara de la piedra, por ejemplo una figura o un diseño abstracto. También se puede escribir un mensaje positivo. Sobre todo The Kindness Rocks Project se caracteriza por piedras con un texto positivo sobre un fondo colorido. En la otra cara se suele mencionar alguna página de Facebook y/o de Instagram, donde quien encuentre una happy stone puede subir una foto de ésta para así dejar constancia del descubrimiento. La piedra también puede llevar un código postal que permite identificar en qué zona fue creada y que facilita al creador de la happy stone encontrar la fotografía del hallazgo.
Quien encuentre la piedra se la puede quedar o puede dejarla en otro lugar para que continúe su recorrido. En los Países Bajos, donde el pasatiempo es muy destacado, esto a veces se indica en la piedra con expresiones como delen = lief (compartir = amable) y houden of zwerven (quedársela o dejarla vagar).
Para hacer los dibujos se suelen utilizar rotuladores de pintura acrílica no tóxica. A veces se aplica primero una capa de gesso o de pintura acrílica. Luego se cubre la imagen con una capa de barniz para protegerla.

## Puntos de atención
Algunos medios han informado sobre posibles preocupaciones en torno a la difusión de las happy stones. Se ha señalado, por ejemplo, que si se dejan piedras en la hierba en los parques éstas pueden salir propulsadas al pasar el cortacésped y provocar accidentes. También es posible que las flores acaben pisadas si se colocan piedras entre ellas. Asimismo, se habría visto a niños pequeños lanzando piedras pintadas a los patos.
Por otro lado, a no todos les entusiasma que haya piedras pintadas en la naturaleza o en los parques nacionales: esto iría en contra del principio de no dejar rastros humanos; un principio que en inglés se suele llamar leave no trace (no dejes huellas). Muchos sitios web apelan al sentido común, recordando que no se deben colocar piedras pintadas en lugares que puedan suponer un peligro para los niños, como las inmediaciones de carreteras o lugares de difícil acceso. También se solicita por motivos ecológicos no utilizar purpurina ni pegar ojitos de plástico en las piedras.

## Motivaciones
Personas de todas las edades se han entusiasmado por la afición de crear happy stones. Algunas de ellas han afirmado que lo hacen para difundir felicidad y pensamientos positivos. Otro objetivo es animar a quien encuentre la piedra o dar las gracias, como por ejemplo al personal sanitario durante la pandemia del coronavirus. Pintar piedras es también una actividad que se puede hacer solo en casa, algo conveniente en tiempos de restricciones sociales. Han surgido numerosas páginas web dedicadas a las happy stones, convirtiéndose el fenómeno en todo un movimiento.